# Koniec wakacji (powieść)
Koniec wakacji – powieść młodzieżowa Janusza Domagalika wydana w roku 1966. Zekranizowana w 1974 przez Stanisława Jędrykę. Znajduje się na Liście Honorowej IBBY.

## Opis fabuły
Jurek kończy szkołę podstawową w fikcyjnym Borzechowie, na terenie Zagłębia. Zafascynowany Elżbietą, swoją nowo poznaną koleżanką z Warszawy, spędzającą wakacje w Borzechowie, nie zauważa rozkładu własnej rodziny i odejścia matki. Nowa miłość tymczasem doprowadza do pogorszenia relacji z dotychczasowymi przyjaciółmi, zwłaszcza Grubym i Problemem (Zbyszkiem Małeckim). Po nieporozumieniach z ojcem wyjeżdża do ciotki, do Otwocka, w poszukiwaniu swojej matki.
Istotną rolę w powieści odgrywają opisy krajobrazu Zagłębia, realiów kopalnianych i środowiska hodowców gołębi. Opis borzechowskiego zamku przywodzi na myśl zamek w Będzinie. Pierwowzorem samego Borzechowa była natomiast Czeladź – miasto rodzinne Janusza Domagalika.

## Nagrody i wyróżnienia
- Nagroda państwowa Austrii[9]
- Lista Honorowa IBBY